# ノッティンガム・オープン
ノッティンガム・オープン（英語: Nottingham Open）は、ATPとWTAのテニストーナメントで、ウィンブルドン選手権の前哨戦としてノッティンガムで開催されている。

## 大会歴代優勝者
| ATPチャレンジャーツアー |
| ATPツアー               |

### 男子シングルス
| 年      | 優勝者                   | 準優勝者                 | 決勝結果                |
| ------- | ------------------------ | ------------------------ | ----------------------- |
| 2019    | ダニエル・エバンス       | エフゲニー・ドンスコイ   | 7–6(7–3), 6–3           |
| 2018    | アレックス・デミノー     | ダニエル・エバンス       | 7–6(7–4), 7–5           |
| 2017    | ドゥディ・セラ           | トーマス・ファビアーノ   | 4–6, 6–4, 6–3           |
| 2016    | スティーブ・ジョンソン   | パブロ・クエバス         | 7–6(7–5), 7–5           |
| 2015    | デニス・イストミン       | サム・クエリー           | 7–6(7–1), 7–6(8–6)      |
| 2014    | ニック・キリオス         | サミュエル・グロス       | 7–6(7–3), 7–6(9–7)      |
| 2013    | スティーブ・ジョンソン   | ルーベン・ベーメルマンス | 7–5, 7–5                |
| 2012    | グレガ・ゼムリャ         | カロル・ベック           | 7–6(7–3), 4–6, 6–4      |
| 2011    | ドゥディ・セラ           | ジェレミー・シャルディー | 6–4, 3–6, 7–5           |
| 2009–10 | 開催なし                 | 開催なし                 | 開催なし                |
| 2008    | イボ・カロビッチ         | フェルナンド・ベルダスコ | 7–5, 6–7(4–7), 7–6(8–6) |
| 2007    | イボ・カロビッチ         | アルノー・クレマン       | 3–6, 6–4, 6–4           |
| 2006    | リシャール・ガスケ       | ヨナス・ビョルクマン     | 6–4, 6–3                |
| 2005    | リシャール・ガスケ       | マックス・ミルヌイ       | 6–2, 6–3                |
| 2004    | パラドーン・スリチャパン | トーマス・ヨハンソン     | 1–6, 7–6(7–4), 6–3      |
| 2003    | グレグ・ルーゼドスキー   | マーディ・フィッシュ     | 6–3, 6–2                |
| 2002    | ヨナス・ビョルクマン     | ウェイン・アーサーズ     | 6–2, 6–7(5–7), 6–2      |
| 2001    | トーマス・ヨハンソン     | ハレル・レビ             | 7–5, 6–3                |
| 2000    | セバスチャン・グロジャン | バイロン・ブラック       | 7–6(9–7), 6–3           |
| 1999    | セドリック・ピオリーン   | ケビン・ウリエット       | 6–3, 7–5                |
| 1998    | ヨナス・ビョルクマン     | バイロン・ブラック       | 6–3, 6–2                |
| 1997    | グレグ・ルーゼドスキー   | カロル・クチェラ         | 6–4, 7–5                |
| 1996    | ヤン・シーメリンク       | サンドン・ストール       | 6–3, 7–6(7–0)           |
| 1995    | ハビエル・フラナ         | トッド・ウッドブリッジ   | 7–6(7–4), 6–3           |

### 男子ダブルス
| 年      | 優勝者                                                | 準優勝者                                              | 決勝結果                   |
| ------- | ----------------------------------------------------- | ----------------------------------------------------- | -------------------------- |
| 2019    | サンティアゴ・ゴンサレス アイサム＝ウル＝ハク・クレシ | 公茂鑫 張擇                                           | 4–6, 7–6(7–5), [10–5]      |
| 2018    | フレデニク・ニールセン ジョー・ソールズベリー         | オースティン・クライチェク ジーバン・ネドゥチェジヤン | 7–6(7–5), 6–1              |
| 2017    | ケン・スクプスキ ニール・スクプスキ                   | マット・レイド ジョン＝パトリック・スミス             | 7–6(7–1), 2–6, [10–7]      |
| 2016    | ドミニク・イングロット ダニエル・ネスター             | イワン・ドディグ マルセロ・メロ                       | 7–5, 7–6(7–4)              |
| 2015    | クリス・グッチョーネ アンドレ・サ                     | パブロ・クエバス ダビド・マレーロ                     | 6–2, 7–5                   |
| 2014    | ラミーズ・ジュネイド マイケル・ビーナス               | ルーベン・ベーメルマンス 添田豪                       | 4–6, 7–6(7–1), [10–6]      |
| 2013    | サンチャイ・ラティワタナ ソンチャット・ラティワタナ   | プラブ・ラジャ ディビジ・シャラン                     | 7–6(7–5), 6–7(3–7), [10–8] |
| 2012    | オリビエ・シャロワン マルティン・フィッシャー         | エフゲニー・ドンスコイ アンドレイ・クズネツォフ       | 6–4, 7–6(8–6)              |
| 2011    | リック・デ・フスト アディル・シャマスディン           | トレト・ユーイ イザク・ファン・デル・メルウェ         | 6–3, 7–6(11–9)             |
| 2009–10 | 開催なし                                              | 開催なし                                              | 開催なし                   |
| 2008    | ブルーノ・ソアレス ケビン・ウリエット                 | ジェフ・クエジー ジェイミー・マリー                   | 6–2, 7–6(7–5)              |
| 2007    | ジェイミー・マリー エリック・バトラック               | ジョシュア・グドール ロス・ハッチンス                 | 4–6, 6–3, [10–5]           |
| 2006    | ジョナサン・エルリック アンディ・ラム                 | イーゴリ・クニツィン ドミトリー・トゥルスノフ         | 6–3, 6–2                   |
| 2005    | ジョナサン・エルリック アンディ・ラム                 | シーモン・アスペリン トッド・ペリー                   | 4–6, 6–3, 7–5              |
| 2004    | ポール・ハンリー トッド・ウッドブリッジ               | リック・リーチ ブライアン・マクフィー                 | 6–4, 6–3                   |
| 2003    | ボブ・ブライアン マイク・ブライアン                   | ジョシュア・イーグル ジャレッド・パーマー             | 7–6(7–3), 4–6, 7–6(7–4)    |
| 2002    | マイク・ブライアン マーク・ノールズ                   | ドナルド・ジョンソン ジャレッド・パーマー             | 0–6, 7–6(7–3), 6–4         |
| 2001    | ドナルド・ジョンソン ジャレッド・パーマー             | ポール・ハンリー アンドリュー・クラッツマン           | 6–4, 6–2                   |
| 2000    | ピート・ノーバル ドナルド・ジョンソン                 | エリス・フェレイラ リック・リーチ                     | 1–6, 6–4, 6–3              |
| 1999    | パトリック・ガルブレイス ジャスティン・ギメルストブ   | マリウス・バーナード ブレント・ヘイガース             | 5–7, 7–5, 6–3              |
| 1998    | ジャスティン・ギメルストブ バイロン・タルボット       | セバスチャン・ラルー ダニエル・ネスター               | 7–5, 6–7, 6–4              |
| 1997    | エリス・フェレイラ パトリック・ガルブレイス           | ダニー・サプスフォード クリス・ウィルキンソン         | 4–6, 7–6, 7–6              |
| 1996    | マーク・ペッチェイ ダニー・サプスフォード             | ニール・ブロード ピート・ノーバル                     | 6–7, 7–6, 6–4              |
| 1995    | ルーク・ジェンセン マーフィー・ジェンセン             | パトリック・ガルブレイス ダニー・ヴィッサー           | 6–2, 6–4                   |

### 女子シングルス
| 年                                    | 優勝者               | 準優勝者               | 決勝結果            |
| ------------------------------------- | -------------------- | ---------------------- | ------------------- |
| 2019                                  | キャロリン・ガルシア | ドナ・ベキッチ         | 2–6, 7–6(4), 7–6(4) |
| 2018                                  | アシュリー・バーティ | ジョアンナ・コンタ     | 6–3, 3–6, 6–4       |
| 2017                                  | ドナ・ベキッチ       | ジョアンナ・コンタ     | 2–6, 7–6(3), 7–5    |
| 2016                                  | カロリナ・プリスコバ | アリソン・リスク       | 7–6(8), 7–5         |
| 2015                                  | アナ・コニュ         | モニカ・ニクレスク     | 1–6, 6–4, 6–2       |
| ↑ WTAインターナショナルトーナメント ↑ |                      |                        |                     |
| 2014                                  | ヤルミラ・ガイドソバ | ティメア・バシンスキー | 6–2, 6–2            |
| 2013                                  | エレナ・バルタチャ   | タデヤ・マエリッチ     | 7–5, 7–6(9–7)       |
| 2012                                  | アシュリー・バーティ | タチヤナ・マレック     | 6–1, 6–1            |
| ↑ ITF $50,000 ↑                       |                      |                        |                     |
| 2011                                  | エレナ・バルタチャ   | ペトラ・チェトコフスカ | 7–5, 6–3            |
| ↑ ITF $100,000+H ↑                    |                      |                        |                     |

### 女子ダブルス
| 年                                    | 優勝者                                              | 準優勝者                                          | 決勝結果              |
| ------------------------------------- | --------------------------------------------------- | ------------------------------------------------- | --------------------- |
| 2019                                  | デシラエ・クラウチェク ジュリアーナ・オルモス       | エレン・ペレス アリーナ・ロディオノワ             | 7–6(5), 7–5           |
| 2018                                  | アリシア・ロソルスカ アビゲイル・スピアーズ         | ミハエラ・ブザルネスク ヘザー・ワトソン           | 6–3, 7–6(5)           |
| 2017                                  | モニク・アダムチャック ストーム・サンダース         | ジョスリン・レイ ローラ・ロブソン                 | 6–4, 4–6, [10–4]      |
| 2016                                  | アンドレア・フラバーチコバ 彭帥                     | ガブリエラ・ダブロウスキー 楊釗煊                 | 7–5, 3–6, [10–7]      |
| 2015                                  | ラケル・コップス＝ジョーンズ アビゲイル・スピアーズ | ジョスリン・レイ アンナ・スミス                   | 3–6, 6–3, [11–9]      |
| ↑ WTAインターナショナルトーナメント ↑ |                                                     |                                                   |                       |
| 2014                                  | ヤルミラ・ガイドソバ アリーナ・ロディオノワ         | ベロニカ・セペデ・ロイグ シュテファニー・フォクト | 7–6(7–0), 6–1         |
| 2013                                  | ジュリー・クワン ステファニー・フォレッツ・ガコン   | ユリア・グルシュコ 瀬間詠里花                     | 6–2, 6–4              |
| 2012                                  | アシュリー・バーティ サリー・ピアーズ               | レカ＝ルカ・ヤニ マリア・ジョアン・コーラ         | 7–6(7–2), 3–6, [10–5] |
| ↑ ITF $50,000 ↑                       |                                                     |                                                   |                       |
| 2011                                  | エバ・ビルネロバ ペトラ・チェトコフスカ             | レジーナ・クリコワ エフゲニヤ・ロディナ           | 6–3, 6–2              |
| ↑ ITF $100,000+H ↑                    |                                                     |                                                   |                       |